# Эмон II де Бурбон
Аймон (Эмон) II (фр. Aymon II; ум. до 27 марта 1120), по прозвищу Пестрая Корова (Vaire Vache) — сеньор де Бурбон ок. 1096 — ок. 1120.

## Биография
Сын Аршамбо IV де Бурбона и Эрменгарды (Филиппины) Овернской (или некой Белиарды).
В 1095 унаследовал сеньорию Жерминьи. Не позднее 1096 захватил власть в Бурбонне, отстранив своего юного племянника Аршамбо VI. Согласно Неверским анналам, вступил в борьбу с графом Тоннера Гильомом II, и 4 июня 1099 потерпел поражение, потеряв в бою нескольких рыцарей. После заключения мира женился на дочери Гильома Адельсинде (Люси).
По сообщению Сугерия, отчим Аршамбо VI Алар Гийебо, сеньор де Шато-Мейян, от его имени обратился к королю Людовику VI за поддержкой против узурпатора. Людовик вторгся в Бурбонне и осадил Аймона в его замке Жерминьи. Аймон был вынужден сдаться. Король увез его в Иль-де-Франс и своей властью разрешил спор дяди и племянника. Сугерий не сообщает, каким было решение короля, но, учитывая, что Аймону наследовал его сын Аршамбо VII, от власти его, вероятно, не отстранили.
Экспедиция против Аймона датируется либо 1108/1109, либо 1115/1116. В пользу первой датировки свидетельствует указание Сугерия, что король также уладил конфликт между Аймоном и монахами приории Сен-Пурсен, страдавшими от жестокости этого сеньора. При посредничестве короля Аймон заключил соглашение с приором Франконом де Бонзе, которое скрепил клятвой. Ок. 1110 Франкон стал аббатом Турню. Кроме этого, существует грамота Людовика VI, выданная «во время похода», между 3 августа 1108 и 2 августа 1109, в Шампиньоле, на пути из Санса в Жерминьи. Этой версии придерживаются Ашиль Люшер и Макс Фази.
Датировка 1115-м годом недостаточно обоснована; авторы, которые её придерживаются, полагают, что Аймон умер к 1116.

## Семья
Жена: Адельсинда (Люси), дочь Гильома II, графа Тоннера
Дети:
- Аршамбо VII (ум. 1171), сеньор де Бурбон
- Гильом, сеньор де Монлюсон
- N. Муж: Аршамбо, сеньор де Сен-Жеран